# بخش آب‌پخش
بخش آب‌پخش از توابع شهرستان دشتستان استان بوشهر می‌باشد. مرکز آن شهر آب‌پخش است. این بخش ۲ دهستان و ۱۲ روستا دارد. بخشداری آب‌پخش در ۱۸ مرداد ۱۳۸۸ بر اساس مصوبه هیئت وزیران شروع به کار نمود. بخش آب‌پخش بر اساس سرشماری سال ۱۳۹۵، ۲۳٬۱۳۲ تن جمعیت داشته‌است.

## تاریخچه
در تاریخ ۱۸ مرداد ۱۳۸۸ بخش آب‌پخش به مرکزیت شهر آب‌پخش مشتمل بر دهستان‌های درواهی و دشتی اسماعیل‌خانی در تابعیت شهرستان دشتستان تأسیس شد. بر اساس مصوبه دولت، دهستان دشتی اسماعیل‌خانی به مرکزیت روستای دشتی اسماعیل خانی از توابع استان بوشهر از ترکیب روستاها، مزارع و مکان‌های بصری، چم تنگ، تأسیسات گاز، بنارسلیمانی، بنه محمدعبدالله، خمیسی، پمپاژ چم تنگ ـ مکابری ـ سه کنار تأسیس شد.

## تقسیمات کشوری و جمعیت
بخش آب‌پخش دارای دو دهستان، یک شهر، و پنج دهیاری می‌باشد. تنها شهر و مرکز این بخش آب‌پخش می‌باشد. دهستان‌های این بخش عبارتند از:
- دهستان دشتی اسماعیل‌خانی
- دهستان درواهی

دهیاری‌های روستاهای بخش آب‌پخش عبارتند از:
- روستای چهاربرج
- روستای میاندشت
- روستای بنار آزادگان
- روستای دشتی اسماعیل خانی
- روستای بنارسلیمانی

جدول روستاهای دهستانها و جمعیت آنها (روستاهای متروکه ذکر نشده‌است):
| دهستان            | مرکز دهستان       | جمعیت دهستان (۱۳۹۵) | روستا             | جمعیت روستا (۱۳۹۵) |
| ----------------- | ----------------- | ------------------- | ----------------- | ------------------ |
| دشتی اسماعیل خانی | دشتی اسماعیل خانی | ۱٬۰۰۸               | دشتی اسماعیل خانی | ۵۴۶                |
| دشتی اسماعیل خانی | دشتی اسماعیل خانی | ۱٬۰۰۸               | بصری              | ۱۰۶                |
| دشتی اسماعیل خانی | دشتی اسماعیل خانی | ۱٬۰۰۸               | چم تنگ            | ۹۸                 |
| دشتی اسماعیل خانی | دشتی اسماعیل خانی | ۱٬۰۰۸               | مکابری            | ۹۱                 |
| دشتی اسماعیل خانی | دشتی اسماعیل خانی | ۱٬۰۰۸               | بند محمد عبدالله  | ۲۹                 |
| دشتی اسماعیل خانی | دشتی اسماعیل خانی | ۱٬۰۰۸               | بنار سلیمانی      | ۱۳۷                |
| درواهی            | آب‌پخش             | ۳٬۲۱۱               | چم درواهی         | ۶۸                 |
| درواهی            | آب‌پخش             | ۳٬۲۱۱               | بنار آزادگان      | ۶۱۶                |
| درواهی            | آب‌پخش             | ۳٬۲۱۱               | میان دشت          | ۱٬۱۱۶              |
| درواهی            | آب‌پخش             | ۳٬۲۱۱               | گناوه کان         | ۴۲                 |
| درواهی            | آب‌پخش             | ۳٬۲۱۱               | مشفق‌آباد          | ۷۵                 |
| درواهی            | آب‌پخش             | ۳٬۲۱۱               | چهاربرج           | ۱٬۲۹۴              |

## جغرافیا
از سمت مغرب مرزهای بخش آب‌پخش تا سه راه روستای محمدی ادامه دارد، البته خود روستای محمدی جزء بندر ریگ می‌باشد.
مرز بین بخش‌های آب‌پخش و سعدآباد رودخانه شاپور می‌باشد. دشت آب‌پخش، دشتی است مسطح که ارتفاعات قابل توجهی در آن به چشم نمی‌خورد و به‌طور کلی هر چه از سمت شمال شرق و شرق به طرف غرب و جنوب غرب حرکت می‌کنیم، از ارتفاع آن کم می‌شود و به دریای خلیج فارس نزدیک می‌شویم. این بخش از شمال به بخش شبانکاره، شرق به بخش سعدآباد، جنوب به دهستان زیارت (بخش مرکزی دشتستان) و دهستان انگالی (شهرستان بوشهر) و از سمت غرب به دهستان رودحله (در بخش ریگ شهرستان گناوه) محدود می‌شود. بخش آب‌پخش از شمال تا روستای میان‌دشت ادامه دارد، مرز آب‌پخش در جنوب تا انتهای پل کلل ادامه دارد و رودخانه جداکننده بخش آب‌پخش از بخش مرکزی برازجان می‌باشد.

## توابع

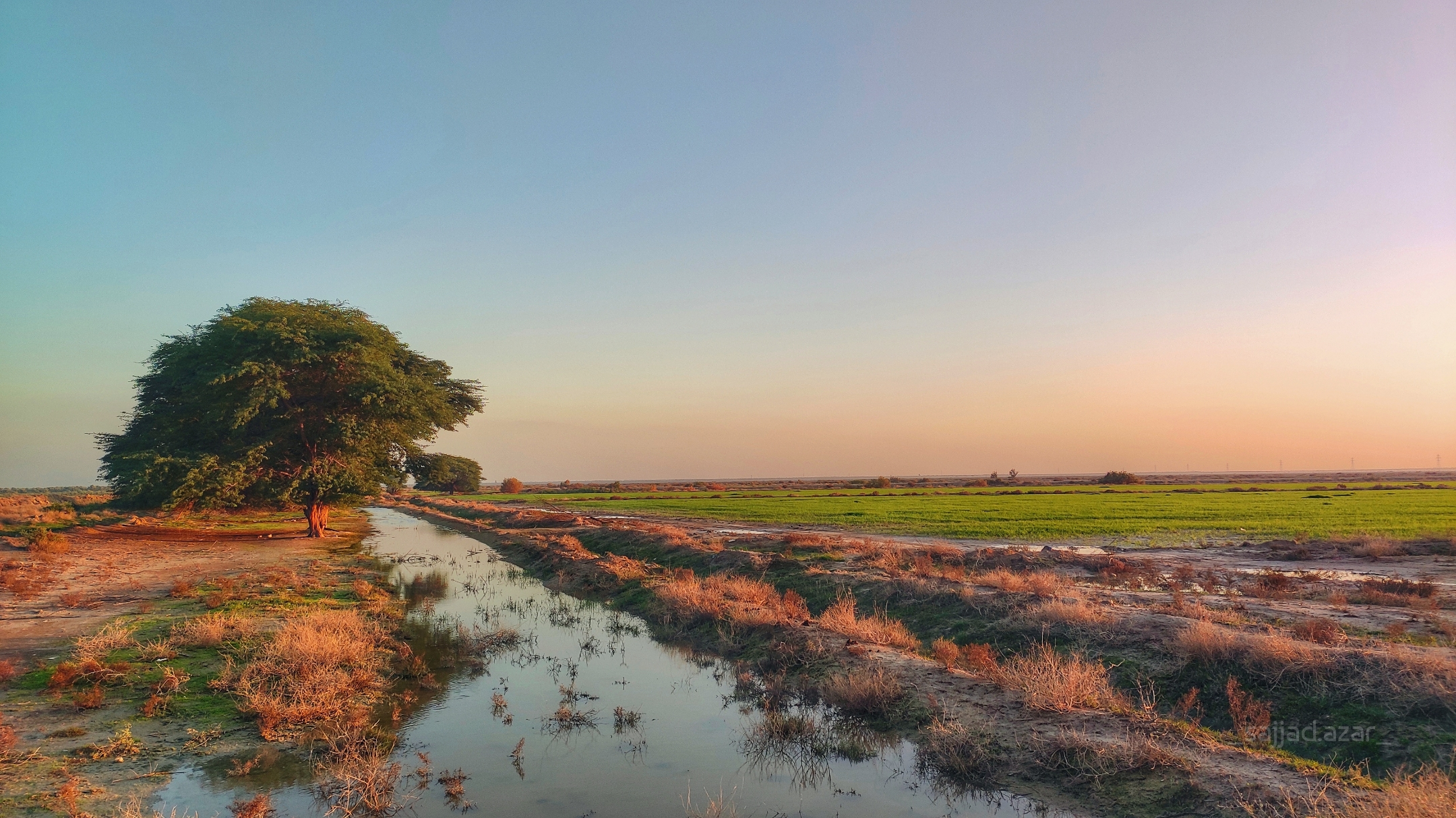
غروب گندم زارهای منطقه آب‌پخش

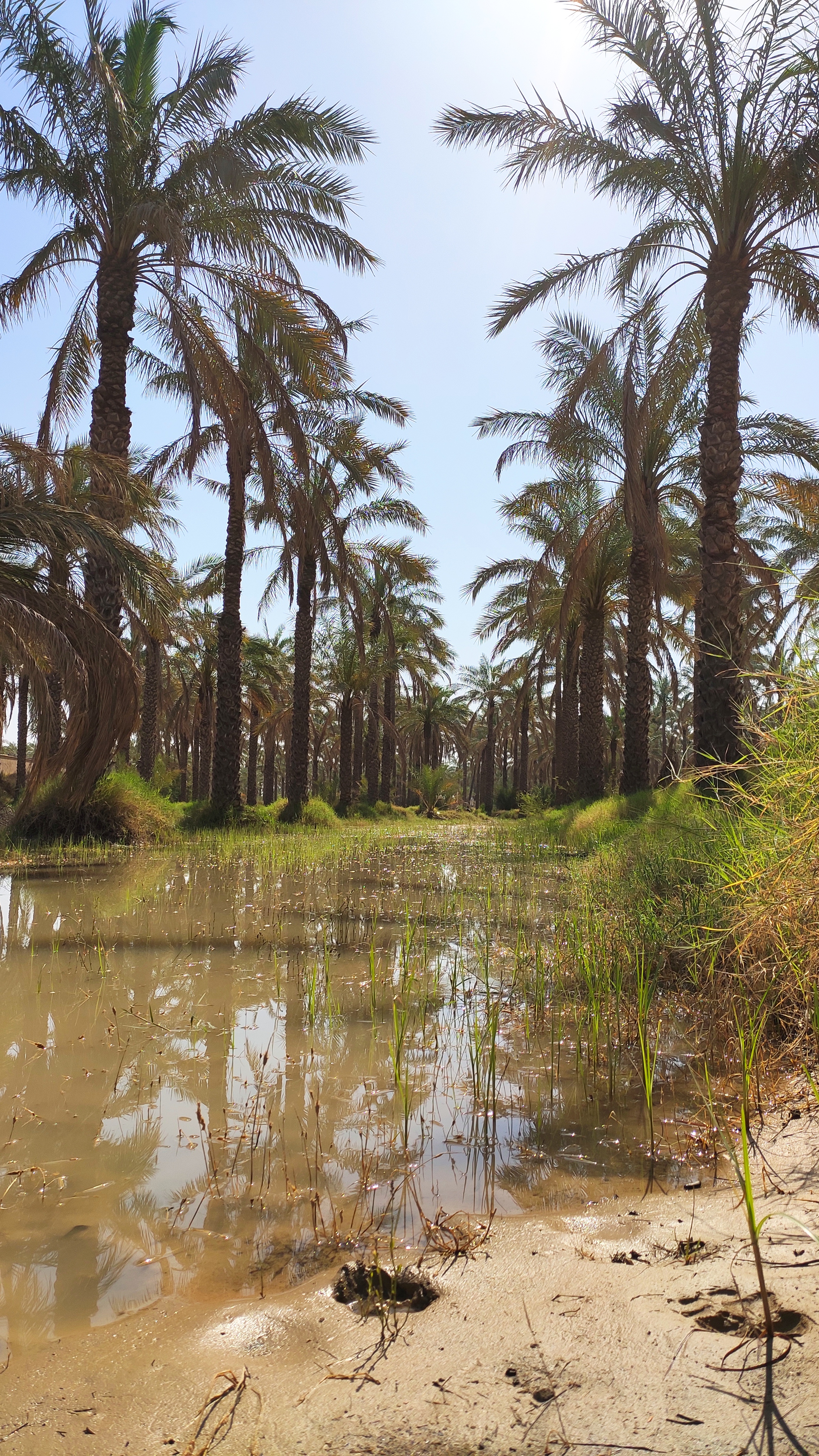
نخلستان‌های منطقه آب‌پخش در فصل آبیاری

روستاهای بخش آب‌پخش عبارتند از:
- میان‌دشت
- چهاربرج
- بنارآزادگان
- بنارسلیمانی
- دشتی‌اسماعیل‌خانی
- بند محمدعبدالله
- مکابری
- بصری
- چم‌تنگ
- چم درواهی
- گناوکان
- مشفق‌آباد
- تل سبز (خالی از سکنه)
- سه کنار (خالی از سکنه)
- گروگزی (خالی از سکنه)
- خمیسی (خالی از سکنه)
- دره دون (خالی از سکنه)